# Platysympus ovalis
Platysympus ovalis is een zeekommasoort uit de familie van de Lampropidae. De wetenschappelijke naam van de soort is voor het eerst geldig gepubliceerd in 1987 door Gamo.